# Carpotroche platyptera
Carpotroche platyptera là một loài thực vật có hoa trong họ Achariaceae. Loài này được Pittier mô tả khoa học đầu tiên năm 1909.

## Hình ảnh

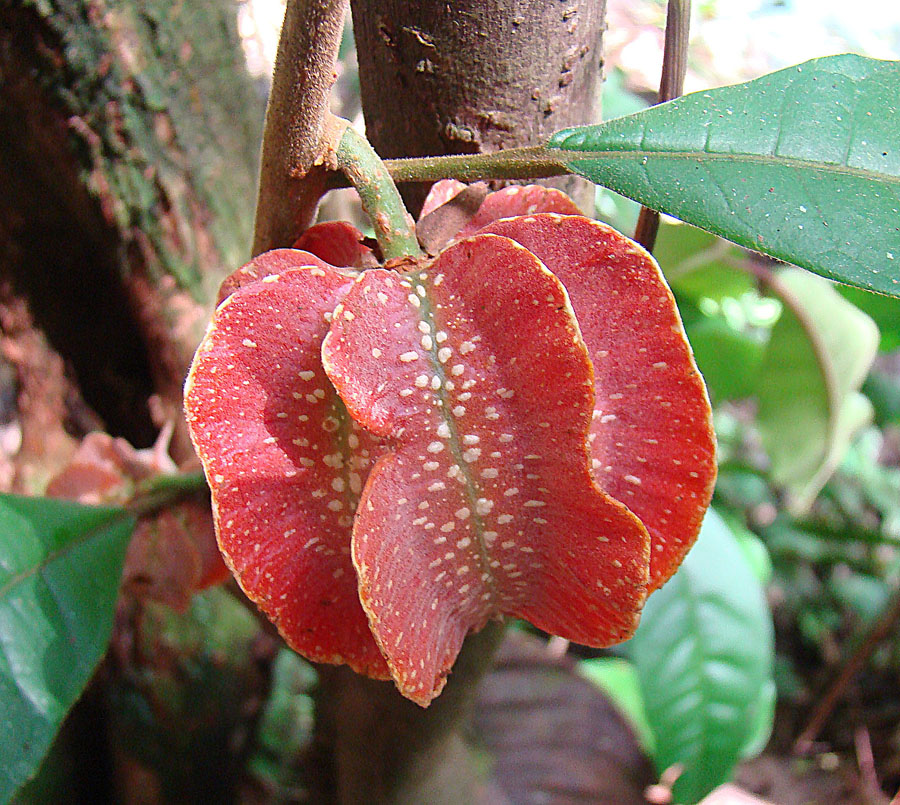
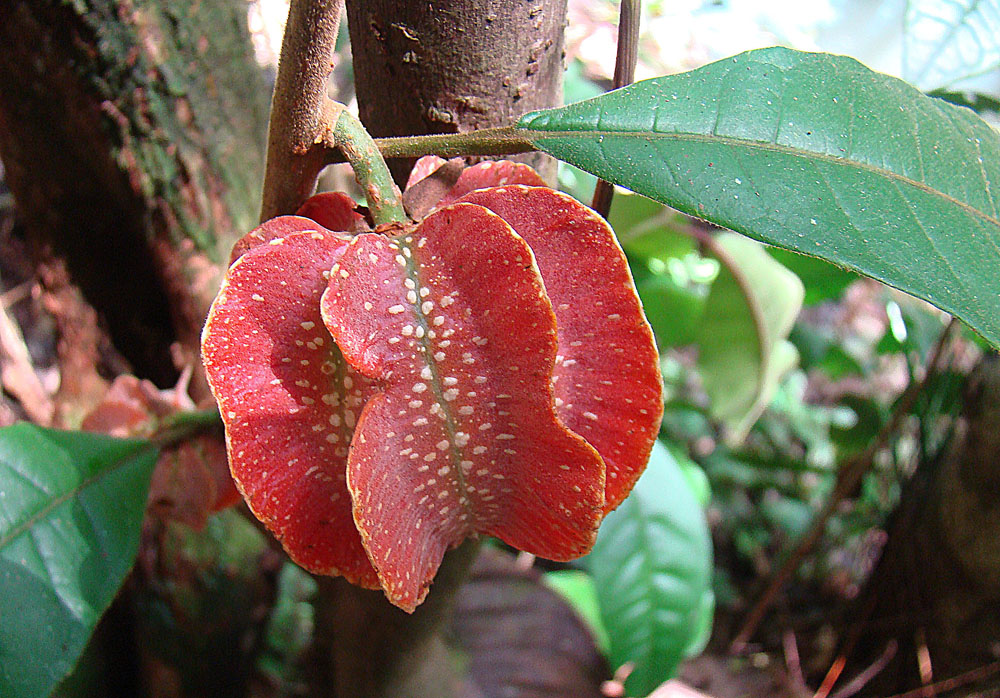
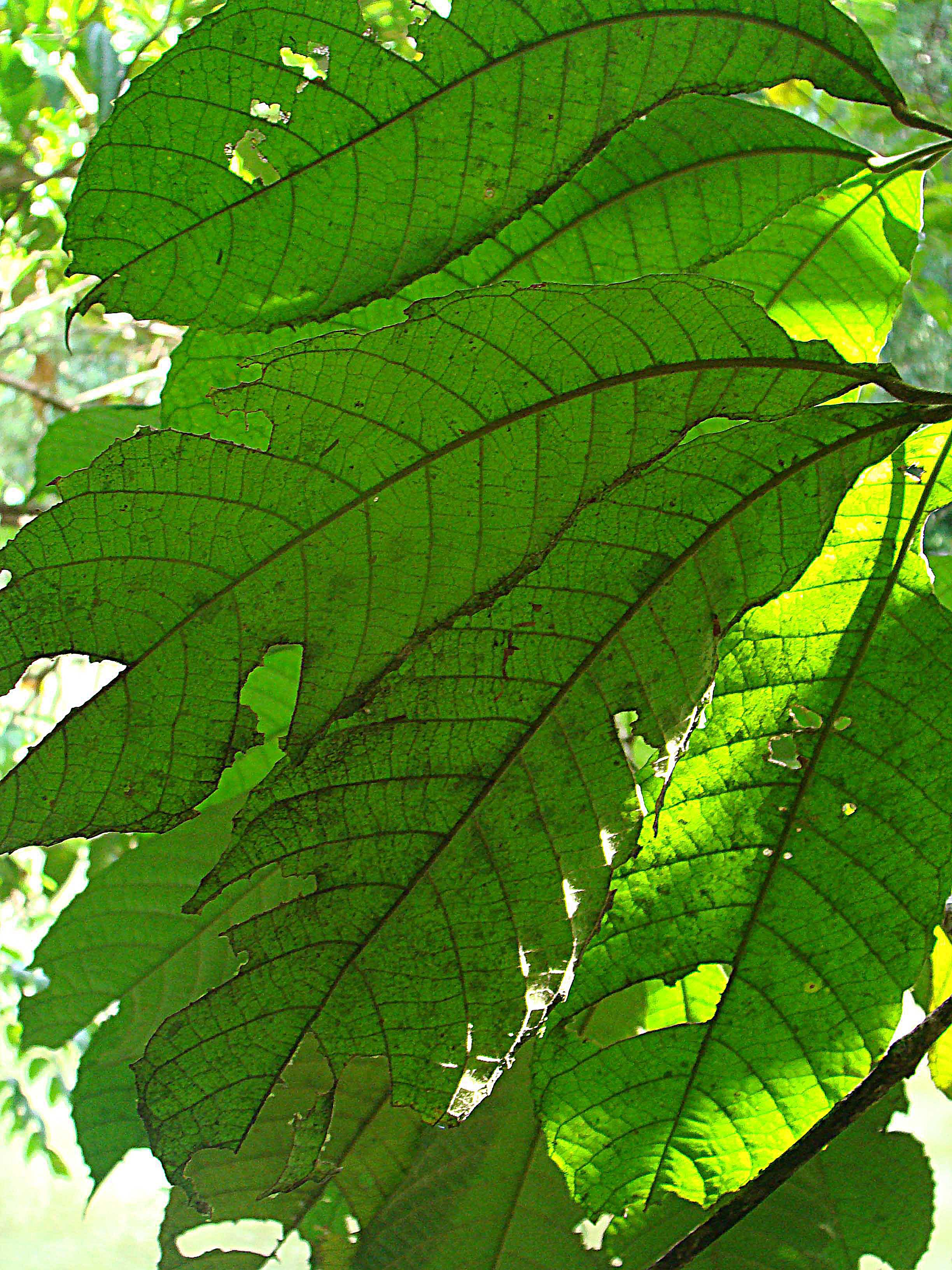